# الاقتصاد السياسي للتغير المناخي
الاقتصاد السياسي للتغير المناخي هو مقاربة تطبق ضمن منهج الاقتصاد السياسي المتعلق بالسيرورات الاجتماعية والسياسية لدراسة القضايا الحساسة التي تحيط بصناعة القرار حول التغير المناخي.
كان الوعي والحساسية المتزايدين على الدوام للتغير المناخي قد دفعا بالعلماء إلى السعي وراء فهم أفضل للعوامل العديدة التي تلعب دورًا في التأثير على مفاوضات التغير المناخي، والسعي وراء حلول أكثر فاعلية للتخفيف من آثاره. يساعد تحليل هذه القضايا المتعددة من وجهة نظر الاقتصاد السياسي على تفسير التفاعلات بين الأطراف المعنية المختلفة استجابة لآثار التغير المناخي، ويوفر فرصًا لتحقيق تطبيق أفضل لسياسة التغير المناخي.

## مقدمة

### الخلفية
بات التغير المناخي إحدى أكثر القضايا البيئية الملحة والتحديات العالمية في مجتمعات اليوم. ومع بروز هذه القضية على الأجندات الدولية، بذل الباحثون من مختلف القطاعات الأكاديمية على امتداد فترة طويلة جهودًا كبيرة لإيجاد حلول فعالة للاحتباس الحراري. اخترع الخبراء التقنيون والمخططون طرقًا للتخفيف من آثار تغير المناخ والتكيف معه، ووضع الاقتصاديون تقديرات لتكلفة التغير المناخي وتكاليف التصدي له، واستكشف خبراء التنمية أثر التغير المناخي على الخدمات الاجتماعية والمنفعة العامة. إلا أن كاماك أشار في عام 2007 إلى مشكلتين في العديد من النقاشات أعلاه، وتحديدًا إلى الفجوة بين الحلول المقترحة للتغير المناخي وبين مختلف الأفرع المعرفية، وفشل السياسة في التصدي للتغير المناخي على المستوى المحلي. علاوة على ذلك، تواجه قضية التغير المناخي العديد من التحديات الأخرى، كمشكلة استيلاء النخب على الموارد والقيود على الموارد في البلدان النامية والنزاعات التي تنجم بصورة متكررة عن هذه القيود التي غالبًا ما لم تذكر بصورة كافية في الحلول المقترحة.
اعترافًا بهذه المشكلات، جرى التشديد على أن «فهم الاقتصاد السياسي للتغير المناخي مسألة جوهرية للتصدي له».
في الوقت نفسه، خلق التوزع غير العادل لآثار التغير المناخي واللا مساواة والظلم الناجمين عنه الذين وقعا على الفقراء الذين لا يتسببون بالمشكلة إلا بشكل ضئيل صلة بين التغير المناخي ودراسات التنمية التي ساهمت ببلورة برامج وسياسات عديدة تهدف إلى التصدي للتغير المناخي وتعزيز التنمية. وعلى الرغم من الجهود الكبيرة التي بذلت في المفاوضات الدولية المتعلقة بقضية التغير المناخي، ثمة جدل حول أن الجزء الأكبر من النظرية والجدل وجمع الأدلة والتطبيق الذي يربط التغير المناخي والتنمية يتخذ مسارًا غير سياسي وسياسة خطية إلى حد كبير. في هذا السياق، يقترح تانر وألوتشي (2011) أن مبادرات التغير المناخي يجب أن تعترف بصورة علنية بالاقتصاد السياسي لمستلزماتها وسيروراتها ونتائجها لخلق توازن بين الفعالية والفاعلية والإنصاف.

### التعريف
في أولى تجلياته، كان مصطلح «الاقتصاد السياسي» بصورة رئيسية مرادفًا للاقتصاد، في حين أنه اليوم مصطلح تمويهي يشير بشكل نموذجي إلى دراسة السيرورات الجمعية والسياسية التي تتخذ من خلالها القرارات الاقتصادية العامة. في نطاق التغير المناخي، يعرّف تانر وألوتشي (2011) الاقتصاد السياسي على أنه «السيرورات التي تتحول ضمنها الأفكار والطاقة والموارد إلى مفاهيم وتفاوض وتطبق من قبل مجموعات مختلفة بدرجات مختلفة». وفي حين ظهر أدب كبير حول الاقتصاد السياسي للسياسة البيئية يفسر «الفشل السياسي» للبرامج البيئية في حماية البيئة بكفاءة وبشكل فعال، بقي التحليل المنهجي لقضية التغير المناخي باستخدام إطار عمل الاقتصاد السياسي محدودًا بشكل نسبي.

## السياق الراهن: الحاجة الماسة إلى الاقتصاد السياسي

### خصائص التغير المناخي
تستند الحاجة الملحة إلى التفكير في الاقتصاد السياسي للتغير المناخي وفهمه على خصائص معينة للمشكلة.
تتضمن المسائل الرئيسية:
- الطابع الشامل لعدة قطاعات للتغير المناخي: تندرج قضية التغير المناخي ضمن عدة قطاعات، مما يستدعي في كثير من الأحيان مطالب بدمج سياسات التغير المناخي ضمن سياسات أخرى.[9] وأسفر ذلك بالنتيجة إلى التعقيدات الكبيرة التي تحيط بهذه القضية، نظرًا إلى الحاجة إلى التصدي لهذه المشكلة من جوانب عديدة مع وجود ممثلين عديدين ضمن سيرورة الحوكمة المعقدة. يفضي التفاعل بين هذه الجوانب إلى السيرورات السياسية مع صياغات مفاهيم عديدة ومتنوعة، ومفاوضات ومسائل متعلقة بالحوكمة،[10] الأمر الذي يتطلب فهم سيرورات الاقتصاد السياسي.[6]
- التصور الإشكالي للتغير المناخي على أنه ببساطة قضية «عالمية»: كانت مبادرات التغير المناخي ومقاربات الحوكمة تميل إلى أن تكون مدفوعة بمقياس عالمي. وفي حين أن تطور الاتفاقيات الدولية شهد خطوة متقدمة في الفعل السياسي العالمي، قد تكون الحوكمة التي تدار على مستوى عالمي حول مسألة التغير المناخي غير قادرة على توفير مرونة مناسبة في بعض الظروف الوطنية وما دون الوطنية. إضافة إلى ذلك، من وجهة نظر التطور هذا، ستتطلب مسألة الإنصاف والعدالة البيئية العالمية نظامًا دوليًا عادلًا يمكن عبره تجنب آثار تغير المناخ والفقر في الوقت نفسه. في هذا السياق، لا يعتبر التغير المناخي أزمة عالمية تتطلب حضور السياسة الدولية فحسب، بل أيضًا تحديًا للحكومات الوطنية وما دون الوطنية. يمكن لفهم الاقتصاد السياسي للتغير المناخي تفسير تشكل المبادرات الدولية وترجمتها إلى سياق سياسة وطنية وما دون وطنية محددة، الأمر الذي سيوفر منظورًا هامًا للتصدي للتغير المناخي وتحقيق العدالة البيئية.[6]
- تنامي الموارد المالية للتغير المناخي: شهدت السنوات الأخيرة عددًا متزايدًا من التدفقات المالية وتطور آليات التمويل ضمن نطاق التغير المناخي. فقد رصدت المكسيك خلال مؤتمر الأمم المتحدة للتغير المناخي لعام 2010 في كانكون مبلغًا ضخمًا من المال من الدول المتقدمة لتطوير عالم يدعم تكنولوجيا تخفيف آثار التغير المناخي والتكيف معها. بتعابير مختصرة، سيُنقل تمويل انطلاقة سريعة عبر قنوات عديدة، من بينها إعانة التنمية الرسمية الثنائية ومتعددة الأطراف وصندوق البيئة العالمي واتفاقية الأمم المتحدة الإطارية بشأن التغير المناخي.[11] إضافة إلى ذلك، وفر عدد متزايد من التمويلات العامة حوافز أكبر للتصدي للتغير المناخي في البلدان النامية. على سبيل المثال، يهدف برنامج بايلوت للمرونة المناخية إلى خلق مقاربة متكاملة وموسعة للتكيف مع التغير المناخي في بعض الدول من أصحاب الدخل المتدني والتحضير لتدفقات مالية مستقبلية. وإضافة إلى ذلك، من المحتمل أن يغير تمويل التغير المناخي في البلدان النامية آليات المساعدة التقليدية عن طريق التفسيرات التباينية ل «اتفاقية كيوتو» من قبل البلدان النامية والمتقدمة. واستنادًا إلى الإنصاف والعدالة المناخية، ثمة مزيد من المطالب بتدفق موارد التغير المناخي في العالم المتقدم وفقًا لاستحقاقية اللوم على الأضرار. نتيجة لذلك، سيكون من المحتم أن تتغير هياكل الحوكمة لكي تتمكن الدول النامية من كسر علاقات المانح والمتلقي التقليدية.[12] ضمن هذا السياق، سيكون فهم سيرورات التدفق المالي للاقتصاد السياسي في التغير المناخي أمرًا محوريًا للتحكم بشكل فعال في انتقال الموارد والتصدي للتغير المناخي.[6][13]
- رؤى أيديولوجية مختلفة في الاستجابة للتغير المناخي: في الوقت الحالي، ونظرًا إلى التعامل مع العلم على أنه المحرك المهيمن للسياسة، ركز الجزء الأكبر من سياسة سن القوانين والفعل في مجال التغير المناخي على افتراضات حول نظم التخطيط والحوكمة المعيارية وسيرورات السياسة الخطية والتكنولوجيا سهلة النقل والعقلانية الاقتصادية وقدرة العلم والتكنولوجيا في التفوق على فجوات الموارد.[14] نتيجة لذلك، سيفضي النطاق الواسع للرؤى الأيديولوجية المختلفة إلى تشعبات كبيرة في التصورات لإيجاد حلول للتغير المناخي،[15] وهو ما يترك أثرًا كبيرًا أيضًا على القرارات المتخذة استجابة للتغير المناخي. ويوفر تفحص هذه المسائل من وجهة نظر الاقتصاد السياسي فرصة فهم أفضل ل «تعقيدات السيرورات السياسية وعمليات اتخاذ القرار في التصدي للتغير المناخي وعلاقات القوة التي تتوسط بين المزاعم المتنافسة حول الموارد، والظروف الموضوعية لإتاحة تبني التكنولوجيا».[6]
- عواقب سلبية غير متعمدة لسياسات التبني التي تفشل في أن تأخذ بعين الاعتبار التنازلات البيئية والاقتصادية: يتطلب التكيف الناجح مع التغير المناخي الموازنة بين المصالح السياسية والاجتماعية والاقتصادية المتنافسة. وفي غياب موازنة من هذا النوع، قد تقضي عواقب مؤذية وغير متعمدة على الأثر الإيجابي لمبادرات التكيف. على سبيل المثال، أرغمت جهود حماية الشعب المرجانية في تنزانيا سكان القرى المحليين على الانتقال من أنشطة الصيد التقليدية إلى الزراعة التي تسببت بانبعاثات أكبر للغازات الدفيئة.[16]

### قيود اجتماعية وسياسية
يرتكز دور الاقتصاد السياسي في فهم التغير المناخي والتصدي له أيضًا على مسائل رئيسية تحيط بالقيود الاجتماعية والسياسية المحلية:
- مشكلات الدول الهشة: عادة ما تكون الدول الهشة، التي تعرف على أنها المؤدون الضعيفون ودول الصراع و\أو ما بعد الصراع، غير قادرة على استخدام مساعدة التغير المناخي بشكل فعال. فاقمت مسائل القوة والإنصاف الاجتماعي آثار التغير المناخي، في حين أنه لم تكن هناك التفاتة كافية إلى الخلل الوظيفي الذي تعاني منه الدول الهشة.